# 特定投資家
特定投資家（とくていとうしか、英: specified investor）とは、金融商品取引法第2条第31項で規定されている投資家の区分で、いわゆるプロフェッショナル投資家のことである。適格機関投資家、国、日本銀行や上場会社のほか一定の条件を満たす個人などが含まれる。個人も適格機関投資家になれるが、適格機関投資家よりも条件が緩い。特定投資家は適格投資家に含まれる。

## 概要
2007年9月30日に施行された金融商品取引法において、販売・勧誘規制上、投資家区分が、大きく「特定投資家」と「一般投資家」の2つに分けられた。特定投資家はプロ、一般投資家はアマとして考えられる。
個人が特定投資家に切り替える際は証券会社に申し出る。個人の適格機関投資家は2021年3月時点で109名、個人の適格機関投資家ではない特定投資家は2020年末時点で92名。
特定投資家に切り替えると、以下に投資できるようになる。
- TOKYO PRO Market
- Fukuoka PRO Market
- 特定投資家私募・特定投資家私売出し（2022年7月1日より[3]。募集は新たに発行される有価証券の場合で、売出しは既に発行された有価証券の場合）

## 特定投資家の範囲
特定投資家の範囲は、金融商品取引法第2条第31項及び金融商品取引法第2条に規定する定義に関する内閣府令第23条によって、以下のように定義されている。2022年7月1日より特定投資家になれる個人の範囲が広くなった。
- 一般投資家に移行できない特定投資家
  1. 適格機関投資家（個人も有価証券の残高が10億円以上で適格機関投資家になれる）
  2. 国
  3. 日本銀行
- 一般投資家に移行できる特定投資家
  1. 特別の法律により特別の設立行為をもって設立された法人(「特殊法人」及び「独立行政法人」)
  2. 投資者保護基金
  3. 預金保険機構
  4. 農水産業協同組合貯金保険機構
  5. 保険契約者保護機構
  6. 特定目的会社
  7. 金融商品取引所に上場されている株券を発行者である会社
  8. 取引の状況その他の事情から合理的に判断して資本金の額が５億円以上であると見込まれる株式会社
  9. 金融商品取引業者又は特例業務届出者である法人
  10. 外国法人
- 「特定投資家以外の法人」や「一定の要件に該当する個人」については、金融商品取引業者に対して申し出ることによって、一般投資家から特定投資家に移行することが可能である。「一定の要件に該当する個人」とは、以下の範囲に該当する場合である。
  1. 匿名組合の営業者、民法組合の業務執行組合員又は有限責任事業組合の重要な業務執行決定に関与し自ら執行する組合員である個人（出資合計額３億円以上の組合、全組合員の同意取得が要件)
  2. 下記の全てに該当する個人
    1. 取引の状況その他の事情から合理的に判断して、純資産の合計額が3億円以上
    2. 取引の状況その他の事情から合理的に判断して、投資性のある金融資産の合計額が3億円以上
    3. 最初に申出に係る契約の種類に属する契約を締結した日から1年を経過している個人

  3. 下記のどれか1つに該当し、かつ、最初に申出に係る契約の種類に属する契約を締結した日から1年を経過している個人
    1. 純資産の合計額が5億円以上
    2. 投資性のある金融資産の合計額が5億円以上
    3. 前年の収入が1億円以上

  4. 下記の全てに該当する個人
    1. 1月当たりの証券・デリバティブに関する取引契約等の平均的な契約の件数が4件以上
    2. 純資産の合計額が3億円以上、または、投資性のある金融資産の合計額が3億円以上
    3. 最初に申出に係る契約の種類に属する契約を締結した日から1年を経過している個人

  5. 下記の全てに該当する個人
    1. 特定の知識経験を有する者（詳細は金融庁のホームページ参照）
    2. 下記のどれかに該当する
      1. 純資産の合計額が1億円以上
      2. 投資性のある金融資産の合計額が1億円以上
      3. 前年の収入が1千万円以上

    3. 最初に申出に係る契約の種類に属する契約を締結した日から1年を経過している個人